# Alison Fernandez
Alison Fernandez (Nova York, EUA, 20 de juliol de 2005) és una actriu estatunidenca coneguda pel seu paper a Once Upon a Time com a Lucy Mills i a la pel·lícula Logan del 2017 com Delilah. Ha tingut papers recurrents a Orange Is the New Black de Netflix i Jane the Virgin de The CW com a Jane.
Fernandez va néixer a Brooklyn, Nova York. Va començar la seua carrera d'actriu als cinc anys als teatres comunitaris de la ciutat de Nova York. És filla de Manuel Fernandez, que ha estat el seu gerent des del moment en què va començar a actuar. Té una germana gran, Sabrina, que també és actriu. Fernandez va rebre la seua formació en interpretació de teatre, cant i coreografia a l'A Class Act N.Y.
Fernandez va interpretar Zara Amaro, la filla de Nick Amaro a Law & Order: Special Victims Unit el 2011. Va fer el seu debut cinematogràfic a la pel·lícula del 2014 Teenage Mutant Ninja Turtles com a Rosa Mendez.
El 2016 va aconseguir papers com a protagonista convidada en tres programes, Fresh Off the Boat, Another Period i Jane the Virgin. El 2017 va actuar com a protagonista convidada a Once Upon a Time com a Lucy, i després va tenir un paper protagonista habitual a la setena temporada. Va aparéixer a la pel·lícula d'X-Men Logan com Delilah.
Va protagonitzar Life-Size 2 de Freeform el desembre de 2018 al costat de Tyra Banks i Francia Raisa.